# Dhrystone
Dhrystone – benchmark wykonujący iteracje zawierające ogólny zestaw instrukcji, służący do testowania szybkości wykonywania operacji całkowitoliczbowych (ang. integer) przez procesor. Wynik w DMIPS (dhrystones MIPS) określa, ile razy dany system jest szybszy od minikomputera VAX 11/780 z 1977 r., którego wydajność była szacowana na 1 MIPS. Nazwa tego testu jest grą słów związanych z nazwą testu Whetstones, który jest odpowiednikiem wykonującym operacje zmiennoprzecinkowe.